# Паліндромон
Паліндромон — це вірш, котрий читається однаково взад-вперед цілковито весь. Різновид віршу-паліндрому. Вірш-паліндром — вірш, котрий складається із рядків, що читаються взад-вперед однаково.

## Відмінність паліндромона від паліндрома
Технічна відмінність паліндромона від паліндрому полягає у більшій складності написання. Через це автори паліндромонів інколи змушені створювати нові слова або ж вдаватися до деяких трюків.
Поєднання паліндромона з паліндромом добре
ілюструє жартівлива пантограма Володимира Книра "Уявний діалог з воєнним злочинцем" (двовірш в цілому є паліндромоном, який складається з двох однакових римованих паліндромів):
- А Гаага?

- Ага-ага...

## Трюки, що застосовуються при складанні паліндромонів
1. Наприклад, літеру «я» у прямому читанні відображають як «я» («йа»), а у зворотному- або як «я», або ж як «ай». Так само; «є»-"ей", «ю»-"уй", «ї»-"ій".
2. Якщо літера «я» позначає у прямому читанні пом'якшену «а» («ьа»), то у зворотному вона може передаватися, як «а».
3. Вільне позиціювання літери «м'який знак». Ця літера може пропускатися в одному із напрямків прочитання, або ж додаватися.
Приклад:

PALINDROMON-3
Холод, і лаванад, і бузок…
Анапа, цигани…
З неба Кармен поспіша до мене -
Кат мій, похіть, оаза радості в сумі…
С. В. У.????
Чирк! Кричу всім у світ : сода!
Раз!
А оті- хоп! — їм таке:
— Не мода (шіп-соп),
Не мрак,
А… бензин!
… аги, цапа на козу!
Біда на валідол, ох…
(автор — Кость Павляк)

## Українські паліндрономісти
Наприкінці 80-х, елементи паліндраміі використовує у своїх віршах вже не тільки В. Лучук. Утворюється група «ГЕРАКЛІТ». Вона розшифровується як «Голінні ентузіасти рака літерального». Перша заява (декларація) «Геракліта» була прийнята з приводу створення групи 29 вересня 1991 року в Києві. У заяві, зокрема, зазначалося: Безперечно, не кожна мова придатна до паліндромнай творчості — повинна вирізнятися досить граматичної гнучкості, лексичним багатством і пластичними можливостями. Все це, на щастя, має українська мова. Ця заява булапідтверджена, що вже існує ціла школа українського паліндромону: Назар Гончар, Микола Луговик, Іван Лучук, Анатолій Мойсіенко, Микола Мірошниченко, Віктор Остап, Косьць Павляк, Леонід Стрельнік, Наталія Чарпіта і Михайла Юрик. Природно, що кожен з цих авторів по-своєму розуміє паліндром і має власні секрети його оформлення. Але всі вони сходяться на тому, що слово для них - співтворець, співавтор. Більшість сьогоднішніх українських паліндромістів воліє до написання творів, які б читалися туди і назад суцільним текстом, а не по рядках. Ось, наприклад, один маленький вірш Назара Гончара:
"мого бзіка пшик

не ту мала кебету музо

рака розум у тебе каламутен

киш пак і збогом "

Леонід Савович Палійчук (нар. 1953 р.) проживає у селі Садів Луцького району Волинської області, за повідомленнями у пресі написав кілька тисяч паліндромонів. Вірші-паліндроми Леоніда Палійчука включені до двох антологій — українського паліндрома та української зорової поезії. А щойно видавничо-поліграфічний дім "Твердиня" видав у світ його першу збірку "Та далина мене манила даТ".